# Davide Formolo
Davide Formolo (ur. 25 października 1992 w Negrar) – włoski kolarz szosowy.

## Osiągnięcia
2009
- 3. miejsce w Trofeo Beato Bernardo

2010
- 3. miejsce w Tre Bresciana

2012
- 2. miejsce w Gran Premio Palio del Recioto
- 2. miejsce w mistrzostwach Włoch U23 (start wspólny)

2013
- 3. miejsce w Coppa della Pace
- 2. miejsce w Giro Ciclistico della Valle d'Aosta Mont Blanc

2014
- 2. miejsce w mistrzostwach Włoch (start wspólny)
- 2. miejsce w GP Industria & Artigianato di Larciano

2015
- 3. miejsce w Trofeo Andratx
- 1. miejsce w klasyfikacji młodzieżowej Volta ao Algarve
- 1. miejsce na 4. etapie Giro d’Italia

2016
- 9. miejsce w Vuelta a España

2017
- 10. miejsce w Giro d’Italia

2017
- 10. miejsce w Giro d’Italia

2019
- 1. miejsce na 7. etapie Volta Ciclista a Catalunya
- 2. miejsce w Liège-Bastogne-Liège
- 1. miejsce w mistrzostwach Włoch (start wspólny)
- 2. miejsce w próbie przedolimpijskiej

2020
- 2. miejsce w Strade Bianche
- 1. miejsce na 3. etapie Critérium du Dauphiné

2021
- 2. miejsce w Tre Valli Varesine

2022
- 2. miejsce w Veneto Classic

2023
- 2. miejsce w Saudi Tour

## Rankingi
| Rok             | 2012 | 2013 | 2014 | 2015 | 2016  | 2017 | 2018  | 2019 | 2020 | 2021 | 2022 | 2023 | 2024 |
| --------------- | ---- | ---- | ---- | ---- | ----- | ---- | ----- | ---- | ---- | ---- | ---- | ---- | ---- |
| UCI World Tour  |      |      | 99.  | 111. | 49.   | 129. | 52.   |      |      |      |      |      |      |
| World Ranking   |      |      |      |      | 124.  | 376. | 85.   | 77.  | 94.  | 178. | 242. | 122. | 270. |
| UCI Europe Tour | 312. | 203. |      |      | 1016. | -    | 1056. | 64.  | 79.  | 153. | 198. | 100. | -    |
|                 |      |      |      |      |       |      |       |      |      |      |      |      |      |
| Źródło: UCI     |      |      |      |      |       |      |       |      |      |      |      |      |      |